# Milwich
Milwich es una parroquia civil situada en el municipio de Stafford, en Staffordshire (Inglaterra). Según el censo de 2021, tiene una población de 390 habitantes.